# Stiftskirche (Kloster Isenhagen)

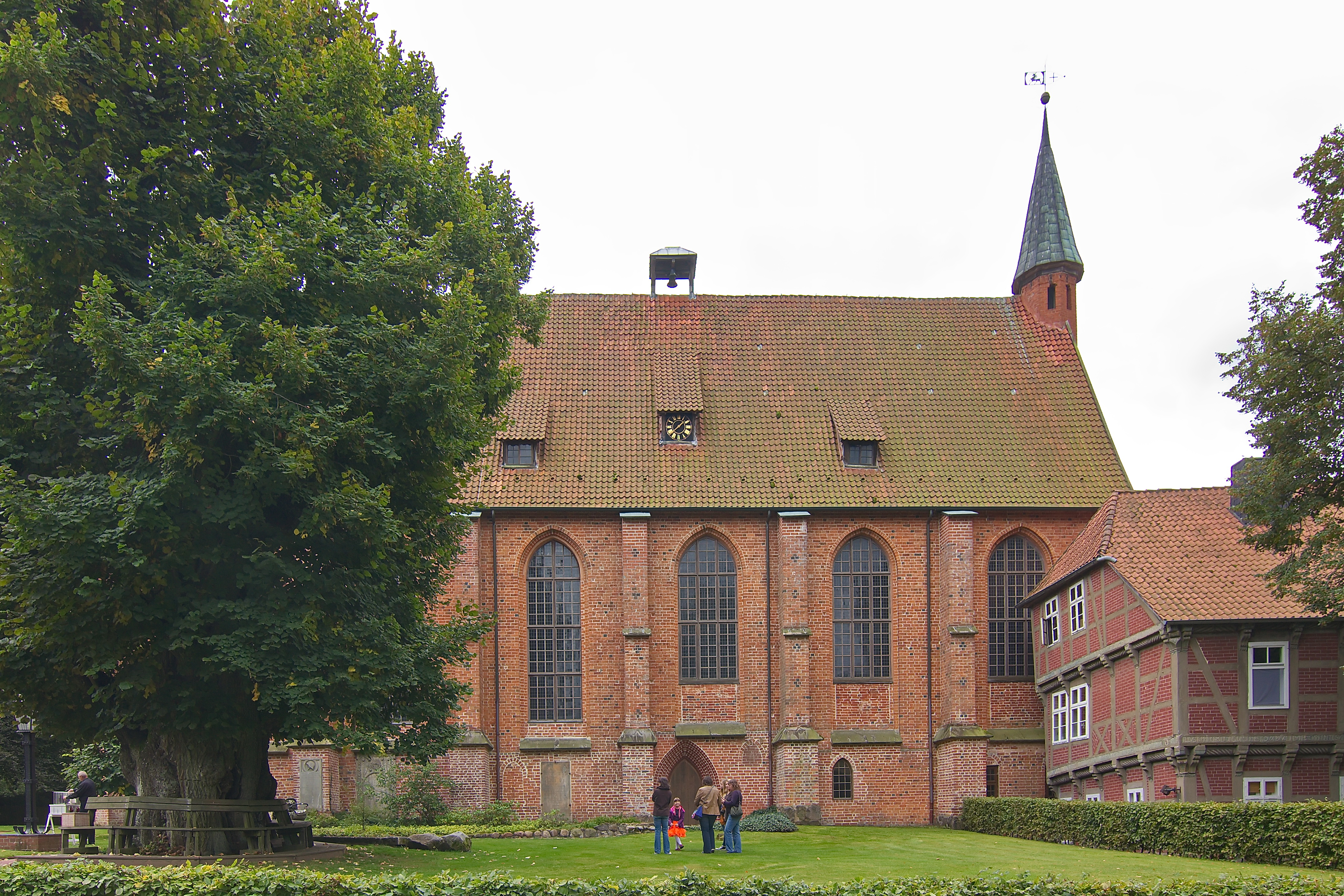
Stiftskirche

Die evangelisch-lutherische denkmalgeschützte Stiftskirche des Klosters Isenhagen steht im zu Hankensbüttel gehörenden Isenhagen, im Landkreis Gifhorn von Niedersachsen. Die Kirchengemeinde gehört zum Kirchenkreis Wolfsburg-Wittingen im Sprengel Lüneburg der Evangelisch-lutherischen Landeskirche Hannovers.

## Beschreibung
Mit dem Bau der gotischen Saalkirche aus Backsteinen wurde 1346 begonnen. Das Kirchenschiff hat einen gleich breiten, fünfseitig abgeschlossenen Chor. Es ist mit einem Satteldach bedeckt, auf dem sich ein Dachreiter befindet und das über dem Chor abgewalmt ist. Die Wände werden von Strebepfeilern gestützt, zwischen ihnen sind hohe Spitzbogenfenster. In der Mitte der Fassade im Westen befindet sich ein polygonaler Treppenturm. Im Innern sind den Wänden Dienste vorgelegt, ein geplantes Gewölbe wurde aber nicht ausgeführt. Es wurde lediglich eine bemalte Holzbalkendecke eingebaut. Im Westen befindet sich eine hölzerne Empore, der Nonnenchor für die Damen des Stifts. Südlich am Chor wurde um 1350 die Sakristei angebaut.
Zur Kirchenausstattung gehört ein dreiteiliger Altar aus dem 1. Viertel des 15. Jahrhunderts. Er besteht aus 14 geschnitzten Reliefs, einer Kreuzigungsgruppe und einem Gemälde des Abendmahls in der Predella. Ein hölzernes polygonales Taufbecken stammt von 1621, auf seinem Deckel wird die Taufe Jesu dargestellt. Die mit Statuetten und Ornamenten dekorierte Kanzel wurde von Hans Röttger für die  Stadtkirche in Celle geschaffen, wurde aber 1683 nach Isenhagen verkauft. Der Schalldeckel ist mit 1683 datiert. Auf der Damenempore steht ein Maria geweihter Altar, der um 1510/15 entstanden ist. Im Schrein wird das Marienbildnis von Engeln gekrönt, flankiert von je zwei übereinander angeordneten Reliefs. Im Altarauszug wird Gottvater im Gesprenge dargestellt. Der Ambo wurde aus einem Thron umgebaut. Eine Pietà entstand um 1400, ein Schmerzensmann Ende des 15. Jahrhunderts.
Über dem Chorgestühl findet sich ein 1572 datierter Bilderzyklus mit Szenen aus dem Alten und Neuen Testament, der dem aus Walsrode stammenden Maler Hans Gödecke zugeschrieben wird.
Der Turm der Stiftskirche trägt vier Glocken, die aus dem späten 15. Jahrhundert sowie aus den Jahren 1716 und 1953 stammen.